# ビアンコーネ後援会
ビアンコーネ後援会（SUPPORT SOCIETY FOR Viancone）は福島県郡山市を中心として活動する「ビアンコーネ福島」のJリーグ入りを応援していた後援会である。

## 概略
「郡山からJリーグを！」を合言葉に2007年に福島県郡山市を中心として活動する「ビアンコーネ福島」の支援をする後援会として設置された。ビアンコーネ後援会は「ビアンコーネ福島」のJリーグ入りを果たし日本を代表するクラブに成長することや、「ビアンコーネ福島」の理念実現を応援する支援団体である。
活動としては、法人会員や、個人会員を集めていて、個人会員一万人を目指していた。事業内容はビアンコーネの物心両面の支援や、ビアンコーネの活動の広報、宣伝であった。本部は郡山市に設置されていて、代表は渡辺憲一郎であった。
2008年にビアンコーネの運営会社が破綻しJリーグ入りを断念、同時に後援会も活動を休止した。

## 法人会員
- 福島日野自動車（株）本社
- （株）みずほ銀行郡山支店
- エムケー精工（株）仙台支店
- 福島トヨペット（株）

## 本部
〒963-0101
福島県郡山市安積町日出山3-65-2